# Сан-Козмо-Альбанезе
Сан-Козмо-Альбанезе (итал. San Cosmo Albanese) — коммуна в Италии, располагается в регионе Калабрия, подчиняется административному центру Козенца.
Население составляет 701 человек, плотность населения составляет 50 чел./км². Занимает площадь 14 км². Почтовый индекс — 87060. Телефонный код — 0983.
Покровителями коммуны почитаются святые Косма и Дамиан, целители безмездные, празднование 27 сентября.